# Colonne de justice de Trégranteur
La colonne de justice de Trégranteur constitue probablement le reste de fourches patibulaires, à Guégon dans le Morbihan (France).

## Localisation
La colonne est située dans l'enclos de la chapelle de Trégranteur.

## Historique
La colonne a été construite au XVIe siècle,. Autrefois située en face du portail de la chapelle, elle a été déplacée de quelques mètres au nord à une époque indéterminée.
Elle est inscrite au titre des monuments historiques par l'arrêté du 30 octobre 1928.

## Architecture

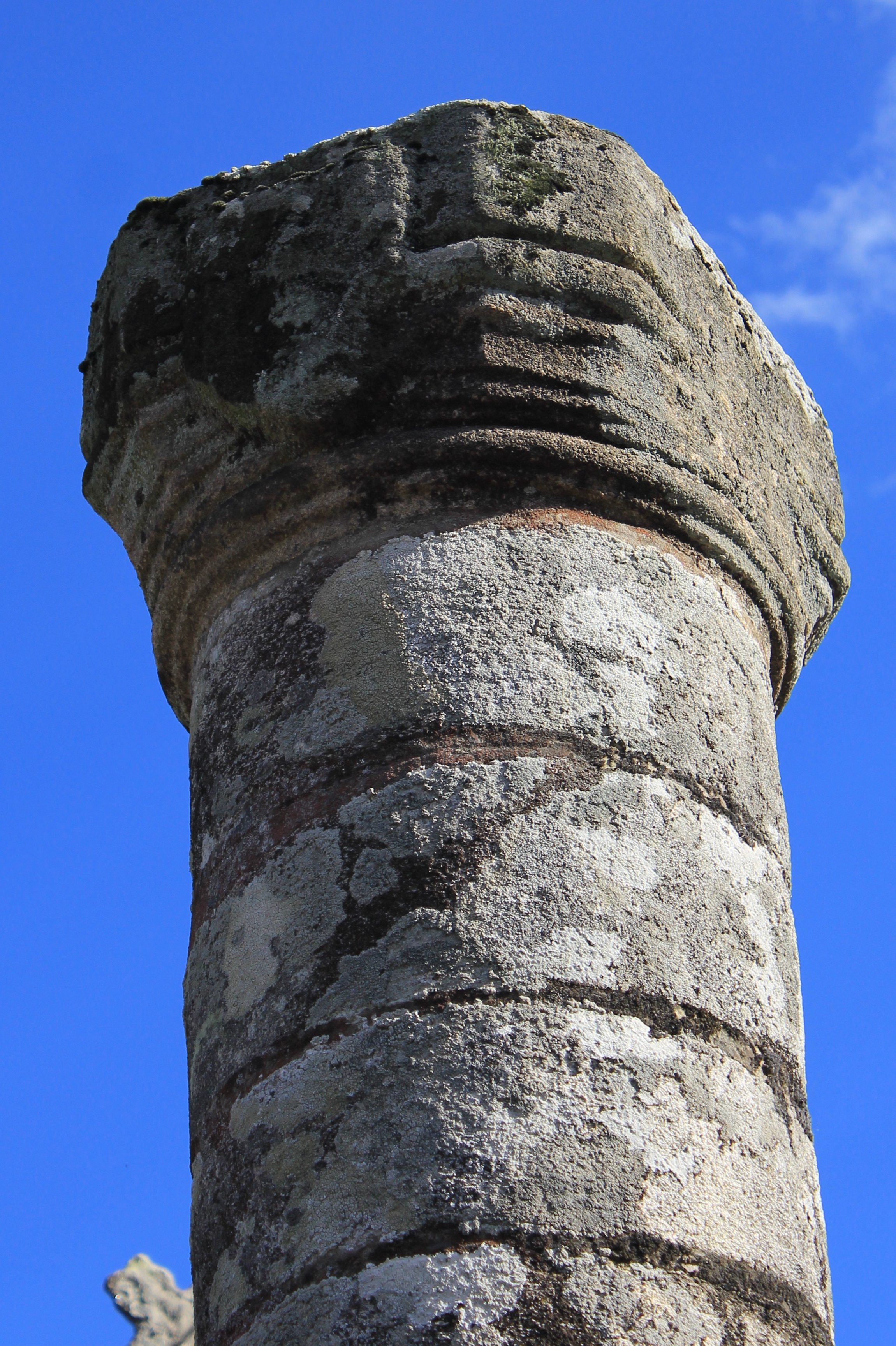
Relief du blason des Trégarantec.

La colonne mesure environ 3,5 m de haut, pour 1,7 m de large. Elle porte en son sommet un relief aux armoiries de la famille de Trégarantec (ancien nom de la famille de Trégranteur).